# 蕭昌鴻
蕭昌鴻（英語：Siu Cheong Hung，1993年1月26日—），暱稱「阿蕭」，香港男子排球運動員，現時效力香港甲一排球聯賽球會龍隊。中學 華英

## 球員生涯
蕭昌鴻生於香港。他在9歲便開始打排球，到升中一時，身高已有1.83厘米的。蕭昌鴻曾就讀聖公會基德小學上午校、聖公會將軍澳基德小學和華英中學。12歲時參加龍隊青年軍少龍。蕭昌鴻在一次與華英中學的友誼賽中，獲華英中學的體育老師周國傑垂青推薦入讀。直到2011年，蕭昌鴻首次參與甲一排球聯賽，效力龍隊旗下的青龍。在2011年12月31日，華英中學在全港學界精英排球賽決賽，他個人狂取55分，助球隊再爆冷以3–2險贏衞冕的長沙灣天主教英文中學，賽後蕭昌鴻榮獲賽事MVP、最佳扣球、攔網和一傳等共4個個人獎項，拿下人生首個學界精英賽冠軍。2012年，蕭昌鴻入讀香港中文大學運動科學系。2016年，蕭昌鴻前往日本職業排球隊大分三好跟操一個月。2016年初，蕭昌鴻與朋友成立網上平台Volleymax，緊貼本地排球資訊、寫潮文、改圖、開live，讓更多人認識香港排球。2019年尾，蕭昌鴻創立香港專業排球學校並擔任校長兼教練成員之一。

## 國際賽生涯
2011年，蕭昌鴻首次入選香港男子排球隊代表隊。其後代表香港參與多個大型國際性賽事。2010年8月，男子排球隊近年在全國中學生排球賽屢建奇功，近2年更獲全國第3，進步良多。當中遼寧省排球管理中心高層表明有意羅致香港排球隊代表隊成員陳志威及蕭昌鴻，希望他們代表遼寧出戰在2011年6月舉行的城市青年運動會，不過他倆要兼顧香港的學業，所以沒有答應。

## 個人榮譽
- 2007 亞洲少年排球錦標賽 - 香港代表隊
- 2006－2007 年度學界排球比賽港九丙一 (冠軍)
- 香港排球總會 - 男子丙組 (少龍)
- 2010/11年中銀紫荊盃傑出排球及沙灘排球運動員
- 2011/12年學界精英賽排球冠軍
- 2011–2012年度全港學界精英排球賽 (MVP、最佳攔網、最佳扣球、最佳一傳)[3]
- 入職懲教主任並且在結業儀式獲頒代表最優秀學員的院長盾[4]

## 傳訪報導
- Sports Cafe - 蕭昌鴻 （页面存档备份，存于） 樂視體育 2016-11-28
- 新傳網 - 蕭昌鴻 （页面存档备份，存于）

## 外部連結
- 香港運動員資料
- 中國香港排球總會運動員資料 （页面存档备份，存于）